# Henriette Guermant
Henriette Simone Joséphine Guermant-de la Berg, född 22 november 1912 i Sprimont i Belgien, död 18 april 2003 i Kungsholms församling i Stockholm, var en belgisk-svensk operasångerska. 

## Biografi
Henriette Guermant var dotter till affärsmannen Joseph Guermant. Hon studerade vid Conservatoire Royal i Bryssel, violin 1923–1934 och sång 1932–1936. Sedan hon gift sig med klarinettisten i Kungliga Hovkapellet Morgan de la Berg 1936 flyttade hon till Stockholm där hon studerade vid Operaskolan 1939–1940. 1940 debuterade hon på Kungliga Teatern som Amelia Grimaldi i Simon Boccanegra och var därefter anställd där. Hon sjöng bland annat Mozart- och Verdipartier, bland annat Donna Anna i Don Juan, Pamina i Trollflöjten, Leonora i Trubaduren och Amelia i Maskeradbalen samt titelrollen i Aida. År 1945 sjöng hon Cecila i Guarany. Henriette Guermant gjorde 1935–1936 grammofoninsjungningar av medeltida musik i Paris.
Hon var 1936–1943 gift med Morgan de la Berg och i äktenskapet mor till Guy de la Berg. 1952–1961 var hon gift med Olof Bergström. År 1961 flyttade hon till Las Palmas där hon ledde flickkörer och gav sånglektioner. I slutet av 1980-talet återvände hon till Stockholm.

## Teater

### Roller
| År   | Roll | Produktion                          | Regi           | Teater                |
| ---- | ---- | ----------------------------------- | -------------- | --------------------- |
| 1959 |      | Naken kvinna med violin Noël Coward | Olof Bergström | Göteborgs stadsteater |